# Äsop

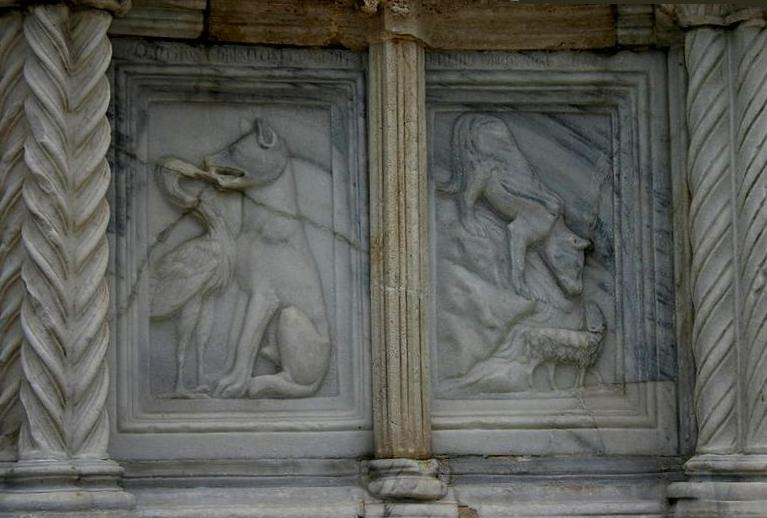
Äsops Der Wolf und der Kranich und Der Fuchs und das Lamm, Fontana Maggiore in Perugia von Nicola Pisano und Giovanni Pisano (1278)

Äsop ([ɛˈzoːp], altgriechisch Αἴσωπος Aísōpos, latinisiert Aesopus, eingedeutscht Aesop, Aisop) war ein antiker griechischer Dichter von Fabeln und Gleichnissen, der wahrscheinlich im 6. Jahrhundert v. Chr. lebte. Er wird oft irrtümlich als Begründer der (europäischen) Fabeldichtung genannt, obwohl er eher als legendäre denn als historische Person gilt.
Äsops Name wurde zum Gattungsnamen für die poetische Fabel; diese wird entsprechend auch als äsopische Fabel bezeichnet. 

## Leben

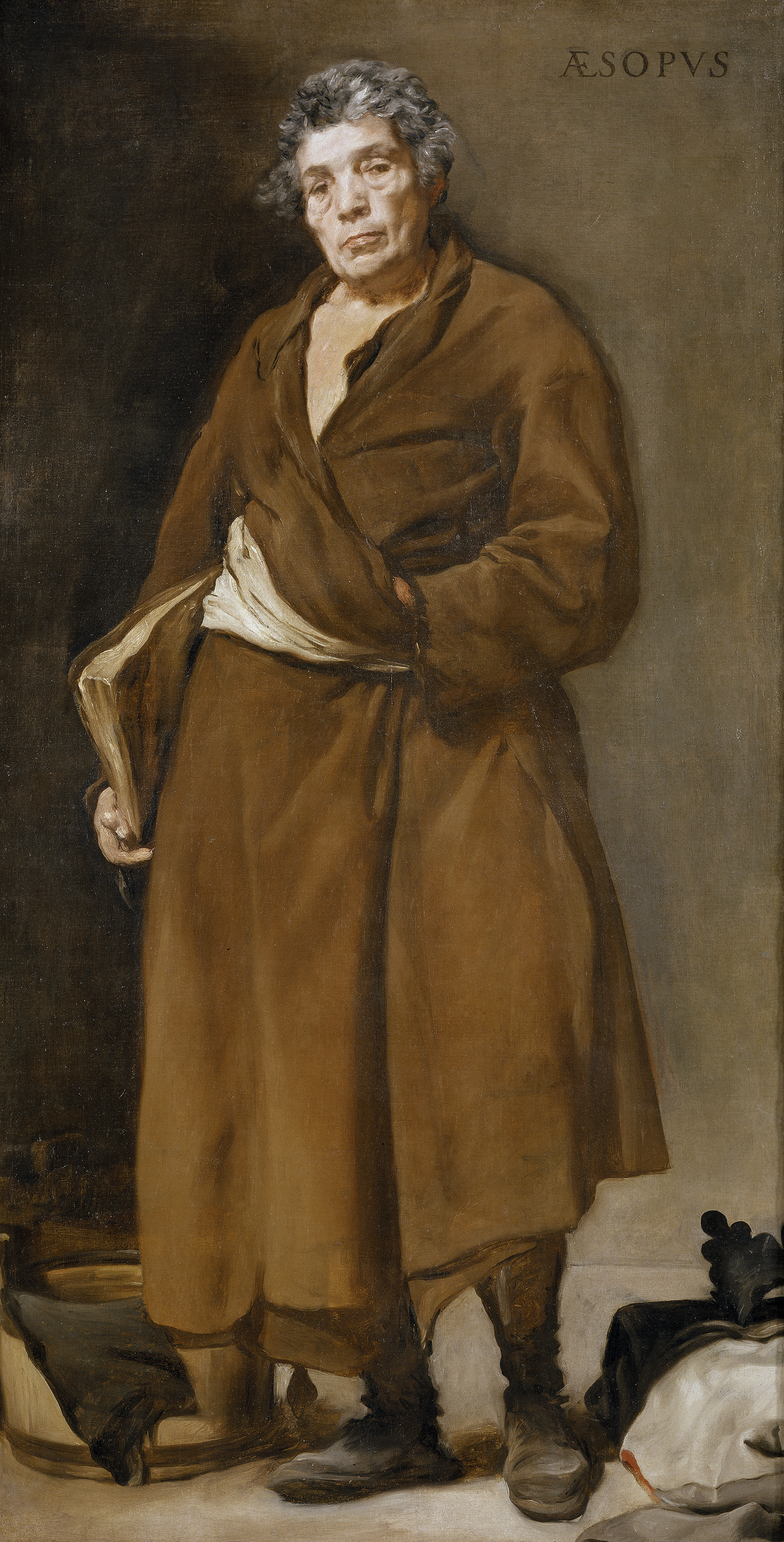
Äsop, Velázquez (1640)

Um Äsops Leben ranken sich zahlreiche Legenden, von denen viele schon im Umlauf waren, als in der zweiten Hälfte des 5. Jahrhunderts v. Chr. die schriftliche Überlieferung zu seiner Person einsetzte. Gesicherte Informationen zu seiner Biografie gibt es daher kaum. Der in der frühen römischen Kaiserzeit zusammengestellte Äsop-Roman wartet zwar mit zahlreichen Details über seine Reisen zu bedeutenden Königen wie Kroisos von Lydien und über seine körperlichen Defizite auf (er sei sehr hässlich und zunächst stumm gewesen), hat jedoch klar legendarischen Charakter.
Als Herkunftsort Äsops wird Thrakien angegeben, in späteren Quellen auch Phrygien, Lydien oder die Insel Samos. Nachdem der Name Aisopos auf einer griechischen Inschrift des 6. Jahrhunderts v. Chr. aus der Schwarzmeerregion nachgewiesen ist, stammte er wohl aus Thrakien.
Nach Herodot († um 424 v. Chr., die früheste Erwähnung des Äsop) war er Dichter, ein Sklave des Iadmon von Samos, dem auch die bekannte Hetäre Rhodopis gehörte, und wurde in Delphi getötet. Aristophanes erwähnt in den Wespen (uraufgeführt 422 v. Chr.), dass er in Delphi wegen des Diebstahls eines sakralen Gegenstands angeklagt wurde. Plutarch († um 125 n. Chr.) zufolge wurde Äsop Opfer eines Justizmords: Als er die Delphier der großzügigen Geschenke, die er von König Kroisos für sie erhalten hatte, nicht für würdig erachtete, verurteilten sie ihn zum Tode und stießen ihn von einer Klippe.
Die spätantike Weltchronik des Hieronymus († 420 n. Chr.) datiert Äsops Hinrichtung auf 564/563 v. Chr., die moderne Forschung setzt die Regierungszeit des Kroisos allerdings einige Jahre später an (um 555–541 v. Chr.). Ob Äsop tatsächlich auf diese Weise starb oder eine aitiologische Sage vorliegt, die den Umgang mit Sakrilegen in Delphi erklären soll, lässt sich aufgrund der ungünstigen Quellenlage heute nicht mehr entscheiden.

## Fabeln

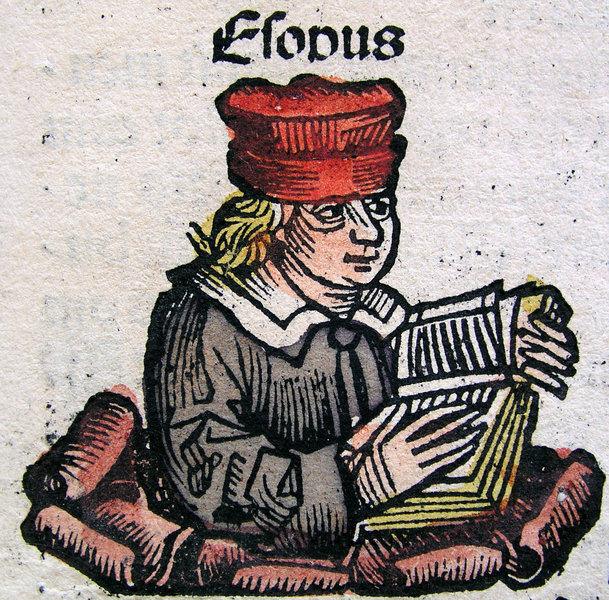
Äsop, Schedelsche Weltchronik (1493)

### Inhalt
Bei den äsopischen Fabeln (griechisch Μῦθοι Mŷthoi; lateinisch Corpus Fabularum Aesopicarum) handelt es sich um mythische und säkulare kurze Geschichten, die als Gleichnis in Erscheinung treten. Die angesprochenen menschlichen Schwächen sind nie außergewöhnlich: Neid, Dummheit, Geiz, Eitelkeit usw. Stoffe und Figuren stammen aus dem Horizont des kleinen Mannes im Griechenland des 6. Jahrhunderts v. Chr., Handlungsträger sind Tiere, Pflanzen, sogar Götter oder bekannte Menschen der Zeit.
Das Geschehen in den äsopischen Fabeln hatte für die Menschen seiner Zeit eine unmittelbar einleuchtende Aussage oder aber eine behutsam in Form einer Allegorie verpackte Bedeutung. Äsops Fabeln werten, urteilen und demaskieren zwar, vernichten oder verdammen aber nicht.

### Überlieferung

Der Dichter auf einer Sammelmarke des Langenscheidt-Verlags für die Literaturgeschichte von Erwin Rex (erschienen 1885)

Äsops Fabeln erhielten sich in prosaischer Form lange nur durch Tradition in mündlicher Überlieferung des Volkes; eine Sammlung der Fabeln soll zuerst Demetrios von Phaleron um 300 v. Chr. vorgenommen haben, die aber im 10. Jahrhundert verloren gegangen ist. Die verschiedenen auf uns gekommenen Sammlungen äsopischer Fabeln sind teils späte prosaische Auflösungen der metrischen Bearbeitung des Babrios, teils Produkte der Rhetorenschulen aus verschiedener Zeit und von verschiedenem Wert.
Äsops Fabeln sind uns aus der Antike nur in den metrischen Bearbeitungen des Phaedrus, Babrios und Avianus bekannt. Kleine Fragmente sind im Papyrus Rylands 493 aus dem 1. Jahrhundert erhalten. Die erhaltene Auswahl der Fabeln ist im Codex parisinus suppl. gr. 690 aus dem 12. Jahrhundert erhalten.

### Rezeption

Aesopus moralisatus, 1485

Häufig wird fälschlicherweise gesagt, die europäische Fabeldichtung gehe auf Äsop zurück, nicht auf ähnliche Erzählungen mit Gleichnischarakter, die bereits im Alten Orient etwa in Sumer um 3000 v. Chr. erzählt worden sind. Nur zwei der Fabeln von Äsop ähneln Fabeln des indischen Panchatantra, der Grundlage auch der persischen und arabischen Fabel.
Die Fabeln Äsops waren in den mittelalterlichen Klosterschulen ein häufig verwendeter Lesestoff.
Nach Erfindung des Buchdrucks erschien eine Vielzahl von Ausgaben der Äsop-Fabeln. Wegen seiner qualitätvollen Holzschnittillustrationen gilt Heinrich Steinhöwels 1476 in Ulm erschienener Aesop als herausragende Edition. Der sogenannte Ulmer Aesop enthielt alle damals bekannten Fabeln Äsops. Die 190 prächtigen Holzschnittillustrationen werden dem Meister des Ulmer Chorgestühls, Jörg Syrlin, zugeschrieben. Steinhöwel ließ dem lateinischen Text eine von ihm gefertigte deutsche Übersetzung folgen.
Im 17. und 18. Jahrhundert belebten Jean de La Fontaine (1621–1695) und Gotthold Ephraim Lessing (1729–1781) die Fabeln Äsops neu. Lessing berief sich beim Schreiben seiner Fabeln explizit auf Äsop.
Noch heute finden sich Äsops Fabeln in gebräuchlichen Redewendungen; so geht z. B. „sich mit fremden Federn schmücken“ laut Georg Büchmann auf die Fabel von der Dohle und den Vögeln zurück.

### Beispiele
- Der Adler und die Schildkröte
- Die Ameise und die Heuschrecke
- Der Esel und der Gärtner
- Der Fuchs und das Schaf
- Der Fuchs und der Storch
- Der Fuchs und die Trauben
- Der Fünfkämpfer als Prahlhans[12]
- Der Hirtenjunge und der Wolf
- Der Hund und das Stück Fleisch
- Jupiter und die Biene
- Die Krähe und der Wasserkrug[13]

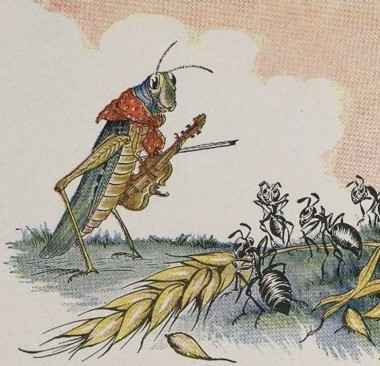
Die Ameise und die Heuschrecke, Illustration von Milo Winter (1919)

- Der Löwe mit anderen Tieren auf der Jagd
- Der Löwe und das Mäuschen
- Die Schildkröte und der Hase
- Die Sonne und der Wind
- Die Stadtmaus und die Landmaus
- Der Wolf und das Lamm
- Der Wolf und der Kranich
- Der verschwenderische Jüngling und die Schwalbe
- Vom Fuchs und Hahn
- Vom Fuchs und Raben

## Ausgaben

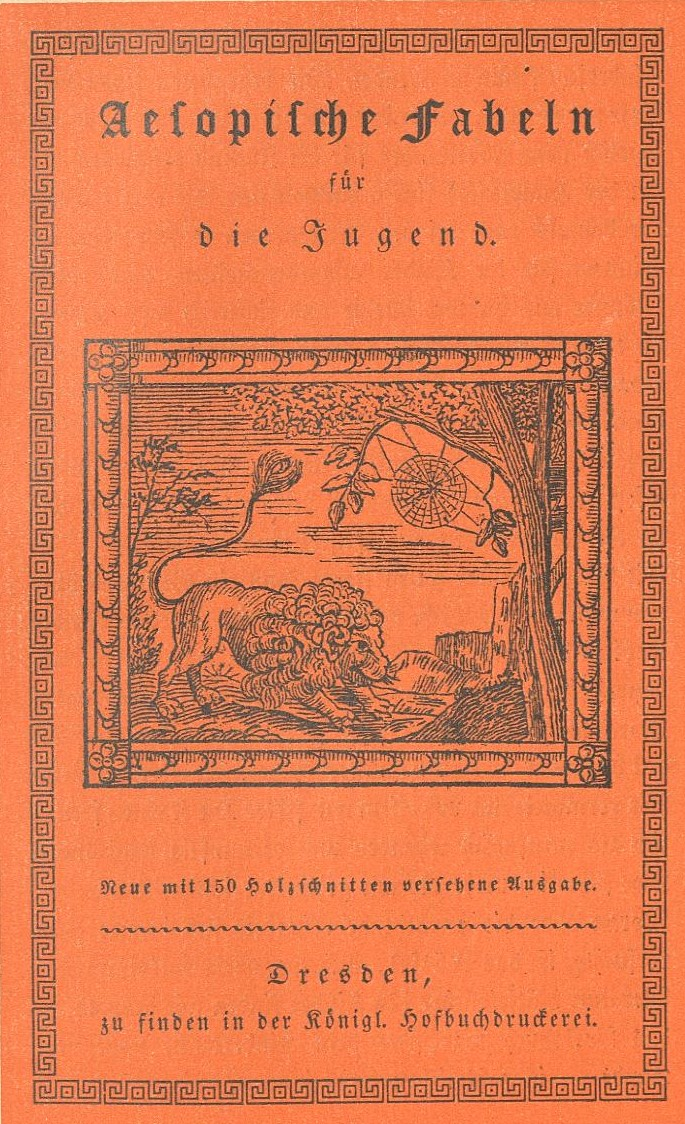
August Gottlieb Meißner: Aesopische Fabeln für die Jugend (um 1800)

- Perry, Ben E.(dwin) (Hrsg.): Aesopica. A series of texts relating to Aesop or ascribed to him or closely connected with the literary tradition that bears his name. Collected and critically edited, in part translated from oriental languages, with a commentary and historical essay. I: Greek and Latin texts. Urbana, Ill. 1952 (2nd ed. 2007, ISBN 978-0-252-03192-2)
- August Hausrath (Hrsg.): Corpus Fabularum Aesopicarum. 2. Auflage. I: Fabulae Aesopicae soluta oratione conscripta. Fasc.1: Leipzig 1970 (1940); Fasc.2: Leipzig 21959 (1956)
- Aesopische Fabeln. Zusammengestellt und ins Deutsche übertragen von August Hausrath. De Gruyter, Berlin 2014, ISBN 978-3-11-036040-0 (griechisch/deutsch; Neudruck der 3. [im Anhang gekürzten!] Auflage der Ausgabe Heimeran, München 1944 [111 S.; 21944: 150 S.; 1940]).
- Äsop: Fabeln. Griechisch/Deutsch. Übs. und Anm. von Thomas Vosskuhl. Nachwort von Niklas Holzberg. Reclam, Stuttgart 2005, ISBN 3-15-018297-2.
- Äsop: Fabeln. Griechisch-deutsch. Hrsg. und übs. von Rainer Nickel. Artemis&Winkler, Düsseldorf/Zürich 2005 (Neudruck de Gruyter, Berlin 2014, ISBN 978-3-05-005405-6).